# Micropleurotoma remota
Micropleurotoma remota é uma espécie de gastrópode do gênero Micropleurotoma, pertencente a família Horaiclavidae.